# Sinfonía n.º 27 (Miaskovski)
La Sinfonía n.º 27 en do menor, Op. 85 de Nikolái Miaskovski fue compuesta durante unos meses antes a la muerte de su autor, estrenándose sólo póstumamente el 9 de diciembre de 1950 en Moscú bajo la batuta de Alexander Gauk. El primer movimiento, Adagio-Allegro animato, tiene muchos solos de instrumentos de viento (fagot, clarinete bajo, clarinete y corno inglés) a los que el compositor confía preferentemente la exposición y la paráfrasis de los temas. El carácter del movimiento está dividido entre la calma reflexiva y momentos de energía controlada. El segundo movimiento, Adagio, comienza con un coral de los metales en el que se mezclan la grandeza y la tristeza; un nuevo tema amplio, noble, parece disipar las sombras, pero el punto culminante del movimiento es un estallido de violencia amenazante. El final, Presto non troppo, cuyo inmenso dinamismo se organiza como una marcha irresistible, da a la sinfonía un final incondicionalmente positivo, meritorio en un músico que ha escrito estas páginas presintiendo ya el final de su vida. 
La duración media de la ejecución es de alrededor de treinta y cinco minutos. 